# اچ‌ام‌اس دریدنوت (۱۸۱)
اچ‌ام‌اس دریدنوت (۱۸۱) (به انگلیسی: HMS Dreadnought (1801)) یک کشتی بود که طول آن ۱۸۵ فوت (۵۶ متر) بود. این کشتی در سال ۱۸۰۱ ساخته شد.